# Live in Leipzig
Live in Leipzig är det norska black metal-bandet Mayhems första livealbum, som gavs ut i juli 1993 av Obscure Plasma Records.
Albumet spelades in den 26 november 1990, på Eiskeller Club i Leipzig, Tyskland. Giget innehöll tunga atmosfäriska effekter som till exempel avhuggna grishuvuden spetsade på träpålar. Gruppens scenkläder var nedsmutsade och förruttnade. Stycken av ruttet kött slängdes på publiken. Döda korpar var placerade i väskor så bandmedlemmarna hela tiden kunde känna lukten av förruttnelse och död. Sångaren Dead, som hade gjort sig känd för sina våldsamma scenuppträdanden, skar sig i armarna under konserten. Gruppmedlemmarna färdades med tåg till Leipzig med alla sina instrument. Spåren 6 och 11 finns endast med på original-LP:n.

## Låtförteckning
1. "Deathcrush" – 4:37
2. "Necrolust" – 3:46
3. "Funeral Fog" – 6:31
4. "The Freezing Moon" – 7:05
5. "Carnage" – 4:06
6. "Buried by Time and Dust" – 5:29
7. "Pagan Fears" – 7:00
8. "Chainsaw Gutsfuck" – 5:07
9. "Pure Fucking Armageddon" – 3:10

## Bandsättning
- Dead - sång
- Euronymous - gitarr
- Necrobutcher - bas
- Hellhammer - trummor